# Georges Dunbar (11e comte de March)
Georges II Dunbar (né vers 1370 et mort en 1455/1457), est un noble anglais qui fut le 11e comte de Dunbar et comte de March de 1420 à 1435.

## Biographie
George II Dunbar est le fils aîné et successeur de Georges Ier Dunbar et de son épouse Christiane Seton. Il soutient le jeune roi Jacques Ier et il est nommé gardien de la marche de l'est des Scottish Borders, vraisemblablement en 1424. Ses espoirs de restaurer la position prédominante de sa famille sont déçus car ses rivaux de Douglas sont désormais trop fermement implantés dans le sud-est de l'Écosse, et en mars 1430 il est remplacé comme gardien de la marche de l'est par Willaum Douglas, 2e comte d'Angus. En 1432, une querelle avec Angus conduit à une intervention royale. Le roi Jacques Ier a peut-être décidé que la fidélité du comte de March n'était sans doute pas digne de confiance, car en 1434, le comte est arrêté et dépossédé de son domaine et de son titre l'année suivante. L'obtention du titre de comte de Buchan est une maigre compensation et elle demeure théorique car Georges II Dunbar se retire en Angleterre en quête d'appui. Il conserve la baronnie de Kilconquhar dans le Fife, détenue par l'évêque de Saint-Andrews et il finit par se retirer en Écosse avec une pension de 400 marks retenue sur les revenus de son ancien comté, mais ni lui ni aucun de ses descendants ne récupère son titre.

## Union et postérité
Georges II Dunbar,  s'est peut-être marié deux fois. Sa première épouse, Béatrice, d'origine inconnue, lui donne trois fils et deux filles, étant morte avant 1421, lorsqu'il reçoit l'autorisation d'épouser  Alice Hay de Yester, mais cette union ne s'est peut-être pas concrétisée. Il meurt entre 1455 et 1457 .

## Source
(en) Alaster J. Macdonald   « George Dunbar (c.1370–1455x7),  dans  Dunbar, George, ninth earl of Dunbar or of March (c.1336–1416x23),  », Oxford Dictionary of National Biography, Oxford University Press, 2004